# M9-Brane
Eine M9-Brane ist in der M-Theorie, einer gemeinsamen Verallgemeinerung von fünf Stringtheorien, eine neundimensionale Brane, die sich aus den Feldgleichungen der D = 11 Supergravitation ergibt, dem Niedrigenergiegrenzfall der M-Theorie.

## Beschreibung
Im Whitehead-Turm der orthogonalen Gruppe {\displaystyle \operatorname {O} (n)} führt die Vernichtung ihrer elften Homotopiegruppe {\displaystyle \pi _{11}\operatorname {O} (n)} auf ihre {\displaystyle 11}-zusammenhängende Überlagerung, welche als Ninebrane-Gruppe {\displaystyle \operatorname {Ninebrane} (n)} bezeichnet wird. Im Whitehead-Turm der unendlichen orthogonalen Gruppe {\displaystyle \operatorname {O} =\lim _{n\rightarrow \infty }\operatorname {O} (n)} führt die Vernichtung ihrer elften Homotopiegruppe {\displaystyle \pi _{11}\operatorname {O} \cong \mathbb {Z} } (welche achtfache Bott-Periodizität aufweisen) entsprechend auf ihre {\displaystyle 11}-zusammenhängenden Überlagerung {\displaystyle \operatorname {Ninebrane} =\lim _{n\rightarrow \infty }\operatorname {Ninebrane} (n)}. Diese wird bei der Beschreibung der M9-Brane verwendet und erklärt ihre Benennung.
Beschrieben wird die M9-Brane auf der elfdimensionalen Mannigfaltigkeit {\displaystyle \mathbb {R} ^{8,1}\times \mathbb {R} \times \mathbb {R} } durch:
{\displaystyle g=H^{-{\frac {1}{3}}\varepsilon }g_{\mathbb {R} ^{1,8}}-H^{-{\frac {10}{3}}\varepsilon -2}g_{\mathbb {R} }-H^{{\frac {5}{3}}\varepsilon -2}g_{\mathbb {R} };}
{\displaystyle H(y)=c+Q|y|}
mit {\displaystyle c,Q>0} und der Masse {\displaystyle m=\pm \varepsilon Q}.
Unter der Dualität zwischen M-Theorie und Typ IIA Stringtheorie korrespondiert die M9-Brane mit der O8-Ebene. Eine Kompaktifizierung der M9-Brane entlang einer Dimension parallel zu dieser führt auf eine D8-Brane. Eine Kompaktifizierung der M9-Brane entlang einer Dimension senkrecht zu dieser führt auf die IIA-9-Brane.